# Miriana Trevisan
Miriana Trevisan (Napoli, 7 novembre 1972) è una showgirl italiana.
Dopo aver esordito con successo a Non è la Rai, programma al quale ha preso parte dal 1991 al 1994, si è fatta conoscere al grande pubblico partecipando a programmi di grande seguito come Striscia la notizia, La Corrida, Pressing e La ruota della fortuna.

## Biografia

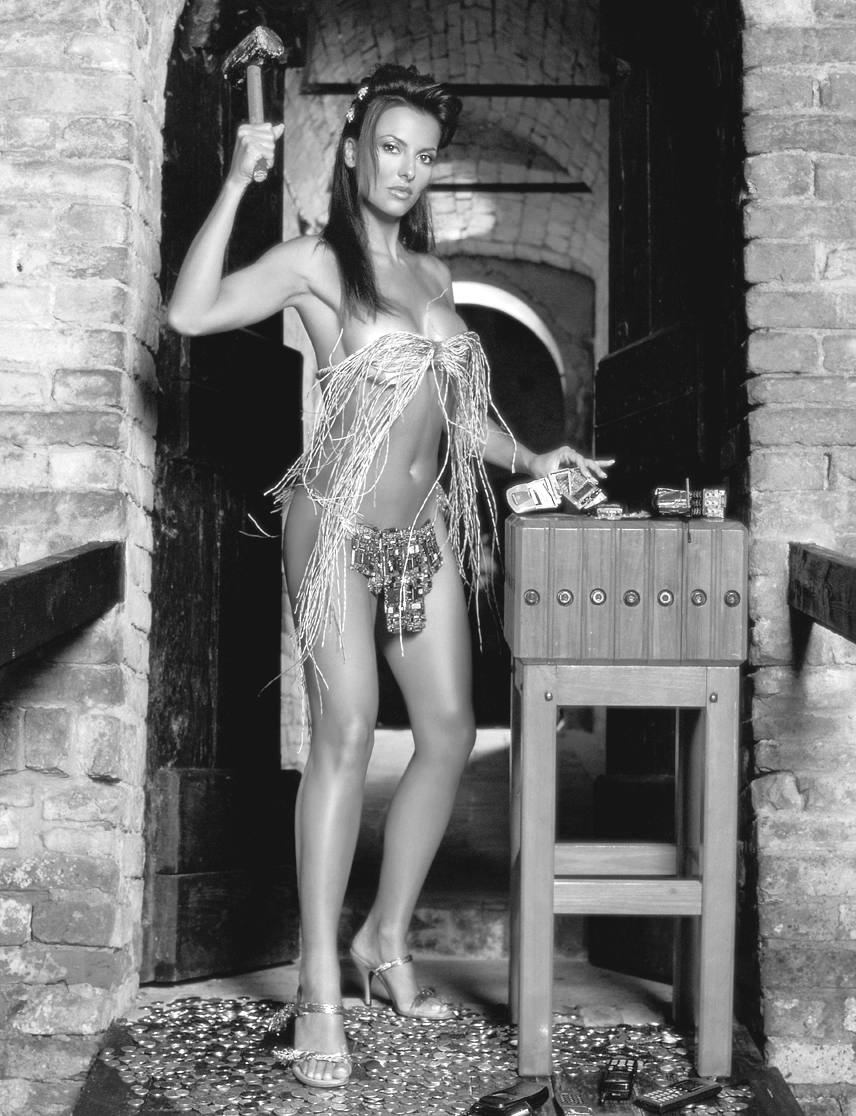
Miriana Trevisan fotografata da Alberto Magliozzi

Ha debuttato in televisione nel 1991 con Non è la Rai, programma del quale ha fatto parte nelle prime tre edizioni. Contemporaneamente all'impegno con Non è la Rai, ha preso parte ad altre trasmissioni ideate da Gianni Boncompagni. Nel 1991 ha partecipato al preserale di Italia 1 Primadonna, condotto da Eva Robin's, mentre nell'estate successiva è stata tra le protagoniste della trasmissione di prima serata di Canale 5 Bulli e pupe, condotta da Paolo Bonolis. Nella primavera del 1993 ha partecipato ad alcune puntate di un secondo preserale di Italia 1, Rock 'n' Roll e preso parte ad alcuni spazi promozionali all'interno del contenitore di Italia 1 Smile.
Nell'estate del 1994, alcuni mesi dopo l'improvviso abbandono di Non è la Rai, ha affiancato Red Ronnie nel contenitore musicale di Rai 1 Mi ritorni in mente. Ha rivestito il ruolo di velina mora di Striscia la notizia su Canale 5 dal 26 settembre 1994 al 17 giugno 1995 e insieme al Gabibbo dal 19 giugno al 23 settembre 1995 ha condotto Paperissima Sprint.
Nell'autunno del 1995 ha affiancato Corrado ne La Corrida - Dilettanti allo sbaraglio e nel gennaio successivo ha condotto insieme a Gerry Scotti Miss e Mister '96. Nella primavera del 1996 ha lavorato con Cesare Cadeo nella trasmissione sportiva L'Italia del Giro, mentre d'estate ha affiancato di nuovo il Gabibbo in Estatissima Sprint, per 84 puntate, per passare poi, nella stagione successiva, a Pressing al fianco di Raimondo Vianello.
Dall'autunno del 1997 è diventata la valletta di Mike Bongiorno, partecipando a ben cinque stagioni de La ruota della fortuna. Sempre al fianco di Bongiorno prende parte a 5 edizioni di Bravo Bravissimo e di Viva Napoli, e nel 1999 alla serata speciale Tutti in Allegria. Durante la collaborazione con Bongiorno, nel 1998, è tornata anche a vestire i panni della velina in Doppio lustro, un programma che festeggia i dieci anni di Striscia la notizia.
Nel 2000 conduce lo speciale di carnevale Coriandoli ed il varietà di Rete 4 Stasera Circo. Nel 2001 ha affiancato il professor Fabrizio Trecca in Vivere meglio. Due anni dopo ha preso parte ad un episodio della serie televisiva di Canale 5 Carabinieri. Nel 2004, abbandonata la televisione, si è dedicata al teatro, interpretando Uomini sull'orlo di una crisi di nervi a fianco di Gianni Garofalo, mentre l'anno successivo è stata protagonista della pellicola La nipote di Barbablù, per la regia di Alessandro Paci.
Nell'autunno del 2007 è tornata in TV, partecipando alla quinta edizione del reality show L'isola dei famosi, dove arriva in finale e si classifica al quarto posto, venendo eliminata con l'84% dei voti. Negli anni più recenti, partecipa in qualità di ospite e opinionista a diverse trasmissioni televisive, tra le quali Carràmba! Che fortuna!, Dimmi la verità, L'Italia sul 2, Verissimo e Domenica Cinque.
Nel dicembre del 2013 debutta come scrittrice pubblicando Le fiabe colorate di Miriana (Caracò editore, illustrazioni di Carmine Luino), un libro di favole per bambini i cui diritti devolve a "Casa Balena", una casa famiglia che aiuta bambini in difficoltà. Nel 2016 pubblica un racconto all'interno della raccolta curata da Giorgio Panariello So che ci sarai sempre. Lettere d'amore ai cani della nostra vita. Il 4 aprile 2019 pubblica il suo primo romanzo, intitolato La donna bonsai, edito da Baldini&Castoldi.
Nell'autunno 2021 prende parte come concorrente alla sesta edizione del reality show Grande Fratello VIP su Canale 5, facendo parte dei primi 22 partecipanti.

## Vita privata
Il 14 giugno 2003 ha sposato il cantante Pacifico Settembre (in arte Pago), dal quale ha avuto un figlio nel 2009. La canzone Parlo di te di Pago è dedicata alla moglie.

## Filmografia
- Carabinieri – serie TV, episodio 1x23 (2002)
- La nipote di Barbablù, regia di Alessandro Paci – mediometraggio (2005)
- Film D., regia di Cristiano Ceriello (2006)
- Bastardi, regia di Federico Del Zoppo e Andres Alce Meldonado (2008)

## Teatro
- Uomini sull'orlo di una crisi di nervi, regia di Alessandro Capone (2004-2005)

## Programmi televisivi
- Non è la Rai (Canale 5, 1991-1993; Italia 1, 1993-1994)
- Primadonna (Italia 1, 1991)
- Capodanno con Canale 5 (Canale 5, 1991-1992, 1992-1993)
- Serata d'amore per San Valentino (Canale 5, 1992)
- Carnevale con Canale 5 (Canale 5, 1992)
- La notte della bellezza (Canale 5, 1992)
- La grande festa di Non è la Rai (Canale 5, 1992)
- Bulli e pupe (Canale 5, 1992)
- Rock 'n' Roll (Italia 1, 1993)
- Mi ritorni in mente (Rai 1, 1994)
- Striscia la notizia (Canale 5, 1994-1995)
- Simpaticissima (Rete 4, 1995-1997) – Concorrente
- Paperissima Sprint (Canale 5, 1995)
- La Corrida - Dilettanti allo sbaraglio (Canale 5, 1995)
- Miss e Mister '96 (Canale 5, 1996)
- L'Italia del Giro (Italia 1, 1996)
- Estatissima Sprint (Canale 5, 1996)
- Pressing (Italia 1, 1996-1997)
- La ruota della fortuna (Rete 4, 1997-2002)
- Bravo, bravissimo (Rete 4, 1997-2001)
- Piccoli Mozart (Canale 5, 1997)
- Viva Napoli (Rete 4, 1998-2002)
- Doppio lustro (Canale 5, 1998)
- Tutti in Allegria! (Canale 5, 1999)
- Coriandoli (Rete 4, 2000)
- Stasera Circo (Rete 4, 2000)
- Vivere meglio (Rete 4, 2001-2002)
- Non era la Rai (Italia 1, 2001)
- Non è la Rai speciale (Happy Channel, 2005)
- L'isola dei famosi (Rai 2, 2007) – Concorrente
- Grande Fratello VIP 6 (Canale 5, 2021-2022) – Concorrente

## Opere
- Le fiabe colorate di Miriana, Caracò editore, 2013, ISBN 978-88-9665-0332.
- Quando sei diventata mamma, nella raccolta a cura di Giorgio Panariello So che ci sarai sempre. Lettere d'amore ai cani della nostra vita, Mondadori, 2016, ISBN 978-8804626732
- La donna bonsai, Baldini&Castoldi, 2019, ISBN 978-88-9388-1364.